# 66e régiment d'infanterie territoriale
Le 66e régiment d'infanterie territorial est un régiment d'infanterie de l'armée de terre française qui a participé à la Première Guerre mondiale.

## Création et différentes dénominations
Le régiment reçoit son numéro par décret du 19 mars 1875, en prévision de la mobilisation.
Le 5 août 1914, le 66e territoriale mobilise toutes ses unités.
Il comprend un état major et trois bataillons à quatre compagnies chacun.

## Chefs de corps
1914 - 1918   Lieutenant-Colonel MORET

## Drapeau
Il ne porte aucune inscription.

## Historique des garnisons, combats et batailles du66eRIT

### Première Guerre mondiale
Garnison: Le Blanc (Indre)
Affectations :
- 85e Division d'Infanterie territoriale d'août 1914 à juin 1915.

#### 1914
- 10 août, le régiment quitte Le Blanc pour Ivry-sur-Seine.
- D'août à décembre, le régiment est affecté à la défense de Paris, cantonné à Sucy-en-Brie.

#### 1915
- Janvier, le régiment participe à défense de plateau de Nouvron.
- Durant l'année le régiment est affecté au secteur de Pernant.

#### 1916
- Janvier, le régiment est à Berry-au-Bac.

#### 1917
- Janvier, le régiment est dans la région de Soissons.
- Mars, dans le secteur de Pernant.

#### 1918
- 25 juin, le régiment est dissous[3].

## Sources et bibliographie
- Historique du 66e régiment territorial d'infanterie pendant la guerre 1914-1918, Le Blanc (Bordet), 1921, 10 p., lire en ligne sur Gallica.